# Кокире
Кокире (фр. Cocurès) насеље је и општина у јужној Француској у региону Лангдок-Русијон, у департману Лозер која припада префектури Флорак.
По подацима из 2011. године у општини је живело 200 становника, а густина насељености је износила 56,34 становника/km². Општина се простире на површини од 3,55 km². Налази се на средњој надморској висини од 606 метара (максималној 980 m, а минималној 561 m).

## Демографија
| 1962. | 1968. | 1975. | 1982. | 1990. | 1999. | 2011. |
| ----- | ----- | ----- | ----- | ----- | ----- | ----- |
| 163   | 165   | 169   | 182   | 153   | 175   | 200   |

График промене броја становника у току последњих година